# Museu Nacional da Baviera

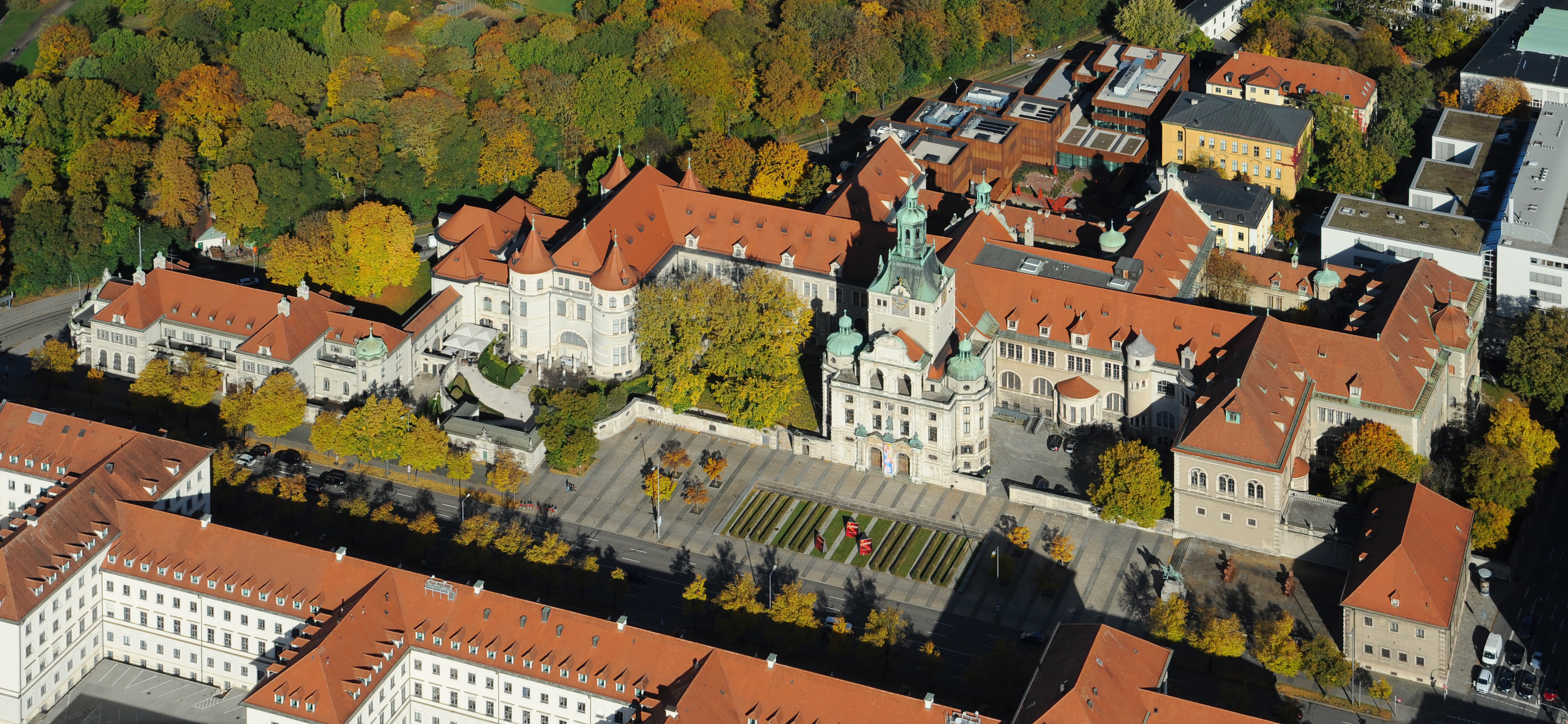
Vista aérea do Museu Nacional da Baviera

O Museu Nacional da Baviera (Bayerisches Nationalmuseum), localizado em Munique, na Alemanha, é um dos mais importantes museus de arte e história da Europa. Seu grande acervo abriga uma variedade de artefatos que vão da Antiguidade tardia até ao século XX.

## Histórico
O Museu Nacional da Baviera foi criado em 1855 pelo rei Maximiliano II da Baviera, a partir de um projeto apresentado em 1853 pelo diretor dos arquivos, o barão Karl Maria von Aretin. Seus objetivos primeiros foram, de acordo com a voga medievalista da época, estabelecer um museu para arte medieval.
A coleção recém-reunida encontrou uma colocação provisória em algumas salas do castelo do duque Max, mas logo se pensou em acomodá-la no Novo Castelo Schleißheim (Neue Schloss Schleissheim), e por fim foi decidida a construção de uma sede própria na Maximilianstraße.
Construída entre 1859 e 1863 com projeto de Eduard von Riedel, foi inaugurada em 1867, e hoje abriga a coleção de folclore, com a decoração de cada ambiente acompanhando o tipo de objetos expostos, incluindo grandes murais históricos. A partir de 1868 a coleção começou a ser dividida em departamentos.
Tornando-se pequeno para o acervo continuamente ampliado, tornou-se necessária a construção de um outro edifício na Prinzregentenstraße. A construção iniciou em 1894 com um projeto de Gabriel von Seidl, sendo aberto ao público em 1900. Em estilo eclético, este edifício foi um marco na arquitetura museal de seu tempo.
Danificado na II Guerra Mundial, com grande perda de acervo, o prédio foi reconstruído e renovado de acordo com critérios museológicos mais modernos. A partir de 1978 o museu sofreu uma nova reformulação em seus equipamentos expositivos, concluída somente em 2001.
Recentemente o Museu Nacional abriu uma ramificação no Mosteiro de Asbach, em Rotthalmünster, especialmente para receber parte da grande Coleção Kriss de arte sacra popular.

## O acervo
A coleção é dividida em duas partes principais: Arte e História, e Folclore. A coleção histórica está exposta em mais de 40 salas que perfazem um itinerário através do tempo, iniciando com as obras de arte românica, passando pela arte gótica, renascentista, barroca, neoclassicista e chegando até a Art Nouveau, ou Jugendstil, como foi chamada nos países germânicos, com peças nas mais diversas técnicas, como porcelanas, marfins, pinturas, esculturas, tapeçarias, vidros, instrumentos musicais, miniaturas e ourivesaria. A coleção folclórica mostra conjuntos de mobiliário típico da Baviera, cerâmicas e artefatos da cultura religiosa popular, incluindo uma grande série de presépios.

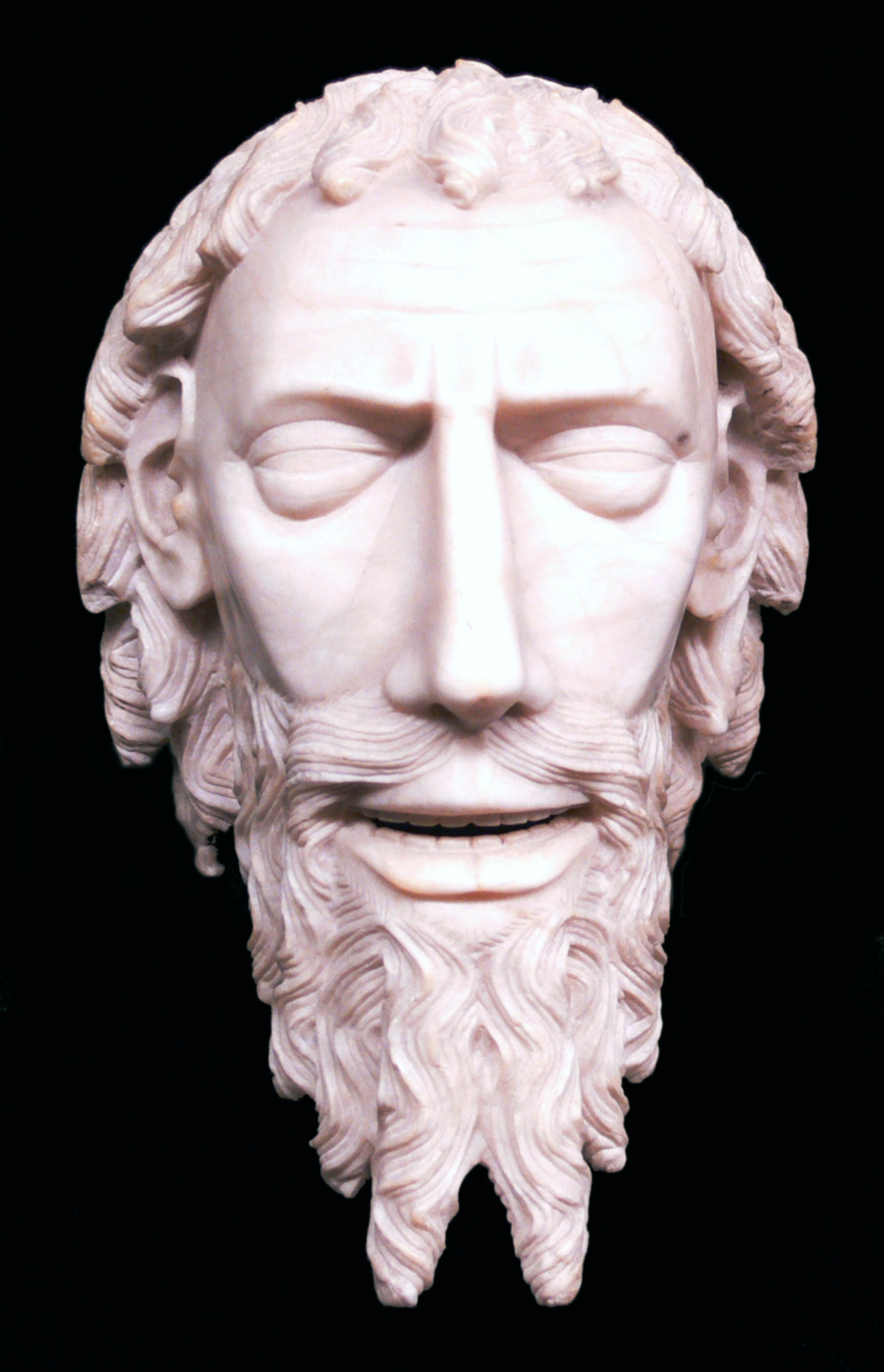
Mestre de Rímini: Cabeça de João Batista, c. 1430

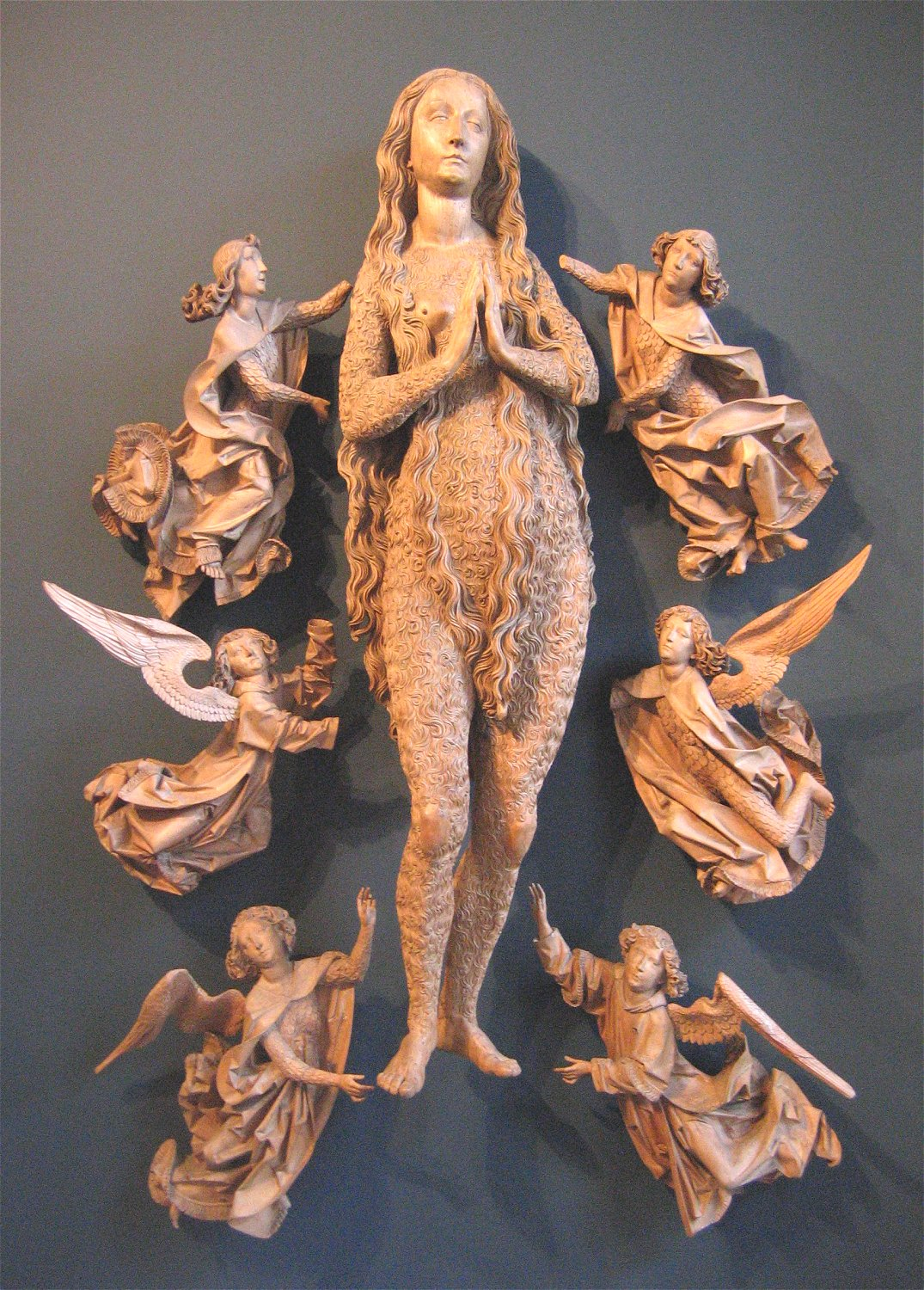
Tilman Riemenschneider: Santa Madalena rodeada de anjos, c. 1490

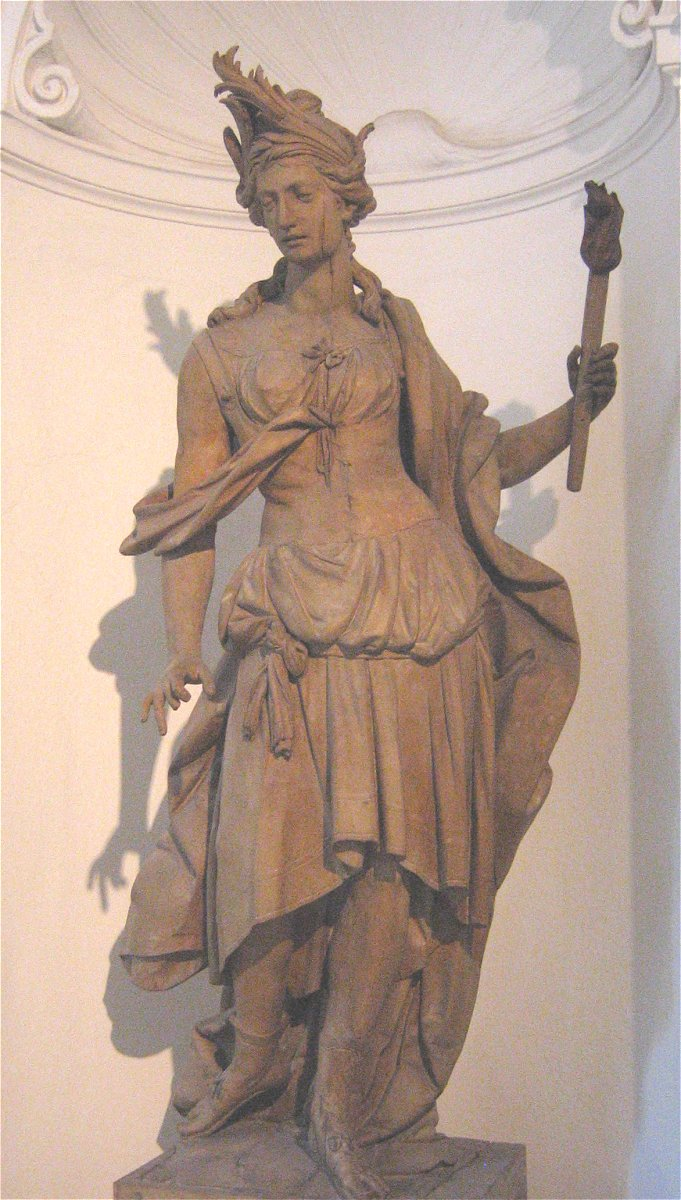
Johann Baptist Straub: Ceres, 1772

### Arte medieval
As coleções da arte medieval incluem tesouros em sua maioria de caráter religioso, com marfins, pinturas e esculturas, e alguns altares completos, além de fragmentos de decoração arquitetural em pedra (esculturas, frisos e relevos), datando da Antiguidade tardia, do Românico e do Gótico. Uma das peças mais antigas e mais importantes desta seção é a Placa Reider, do ano 400, que mostra uma das mais antigas representações da Ressurreição e Ascensão de Cristo. O Românico tem um belo representante no busto de Cristo abençoando, do século XI. Embora a maior parte dos artistas deste período permaneça anônima, algumas peças, particularmente do Gótico, têm autoria estabelecida: Hans Mult, Michel Erhart (autor de um original Cristo como Homem das Dores), Hans Klocker, Tilman Riemenschneider e poucos mais. Riemenschneider foi o autor de uma requintada Santa Maria Madalena rodeada de anjos, e é preciosa a coleção de Madonnas, que tem exemplares de graça encantadora, como a realizada pelo Mestre de Seeon, de c. 1430, e a Mãe de Deus e o Menino na roseira, de mestre anônimo do século XIV. Peça esplêndida da transição do Gótico para o Renascimento é o Sippenaltar, de Wolf Traut.

### Renascimento e Maneirismo
Disseminado ao norte dos Alpes somente depois de 1500, o Renascimento alemão evoluiu com características próprias, mas na arte, temáticas como a mitologia antiga, que se tornaram comuns na Itália também foram cultivadas na Alemanha, com uma descrição mais naturalista dos objetos físicos que incluiu representações do corpo humano nu, além de ter havido maior interesse pela literatura clássica. Das peças individuais mais interessantes são uma versão em pequena escala do Rapto da Sabina, de Giambologna, um gabinete que pertenceu à família de banqueiros Fugger, possivelmente feito por Heinrich Kron e Hans Kels, consistindo de um dos primeiros exemplos de uso de decoração renascentista na Alemanha, e um grupo em bronze representando Marte, Vénus e Cupido, de Hubert Gerhard. Da transição maneirista para o Barroco são muito interessantes as esculturas de Adriaen de Vries e Hans Krumper.

### Barroco e Rococó
A representação destes períodos é extremamente rica no Museu Nacional, e está dividida em setores temáticos. O estilo, embora com características regionais, evidencia a influência da cultura francesa do tempo de Luís XIV, com peças de decoração, arte sacra, pinturas, obras italianas em pietra dura, e mobília com marchetaria em ouro e pedras preciosas, com destaque para um magnífico gabinete florentino de 1680. A escultura tem pontos altos num São Sebastião de Georg Petel, num grupo de Veneradores da Virgem de Christian Jorhan, num Cronos de Ignaz Günther e numa Ceres de Johann Baptist Straub.
A cultura cortesã do refinamento à mesa atingiu seu auge no século XVIII, desenvolvendo uma plétora de objetos para uso e mera decoração, muitas vezes de extraordinária riqueza. O Museu Nacional da Baviera é o único museu da Alemanha com um acervo capaz de reconstituir em detalhe esta tendência da época, com esplêndidas peças em louça, mobília, serviços festivos de mesa em metais preciosos, e outros objetos, onde se destaca o serviço em prata do príncipe-bispo Frederico Guilherme da Vestfália.
O Museu também preserva uma bela coleção de instrumentos musicais, com peças oriundas das coleções dos eleitores de Wittelsbach entre os séculos XVII e XVIII, dos acervos pessoais dos antigos mestres de capela da corte, e de outras aquisições. Destacam-se duas grandes flautas doces de 1530 de Hans Rauch, trombones do século XVII, um chalumeau de Johann Christoph Denner, flautas-baixo em marfim e instrumentos de cordas ricamente decorados de Joachim Tielke, hammerflügels das manufaturas Stein, Schiedmayer e Dulcken, um baryton de Johann Andreas Kämbl e flautas de Thomas Lot, coroando a coleção doze trompetes dourados para acompanhamento de solenidades, da oficina de Johann Wilhelm Haas.
A cultura cortesã também é conhecida através das magníficas peças de armaria e de apetrechos de caça, e pela rica seleção de porcelanas, onde primam as da manufatura de Nymphenburg, as estatuetas de Franz Anton Bustelli, as peças de Ludwig von Schwanthaler, e os conjuntos oriundos do Palatinado, das manufaturas Frankenthal e do sul da Alemanha. Uma peça é em especial interessante: um grande modelo da cidade de Munique executado em porcelana no século XIX por Johann Baptist Seitz e Franz Seitz.

### Classicismo eJugendstil
Este departamento tem um rico acervo que compõe um amplo panorama das variadas tendências e interpretações das escolas que floresceram no início do século XIX até ao início do século XX, com itens em várias técnicas: porcelanas, mobília, vidros, ourivesaria, concluindo com objetos Gallé, Lalique e Tiffany.

### Presépios e arte sacra popular
Sua coleção de cenas da Natividade é a mais importante do mundo em termos de qualidade artística, com conjuntos provenientes de três centros principais: Nápoles, Alpes e Sicília. Foi formada em sua maioria pelas doações de Max von Schmederer e Rudolf Kriss, incorporando paralelamente uma diversidade de outras peças votivs populares.

### Mobília popular bávara
Nesta seção têm destaque um conjunto de 1788 composto por móveis e um teto pintado, de Anton Perthaler; outro conjunto do século XVIII recolhido em Zeisenried; dois conjuntos do final do século XVIII provenientes de antigas propriedades rurais em Tannheim, e por fim um conjunto datado de 1669. Também há um grande acervo de vasos, pratos, travessas e outras peças de mesa em pedra, madeira e cerâmica, de uso cotidiano ou decorativo.

### Brinquedos
Mostra uma rica coleção de exemplares desde o Gótico ao século XX do sul da Alemanha. Casinhas, bonecas, jogos e outros objetos do universo infantil, alguns de enorme requinte, fazem parte deste grupo.

## Outras obras

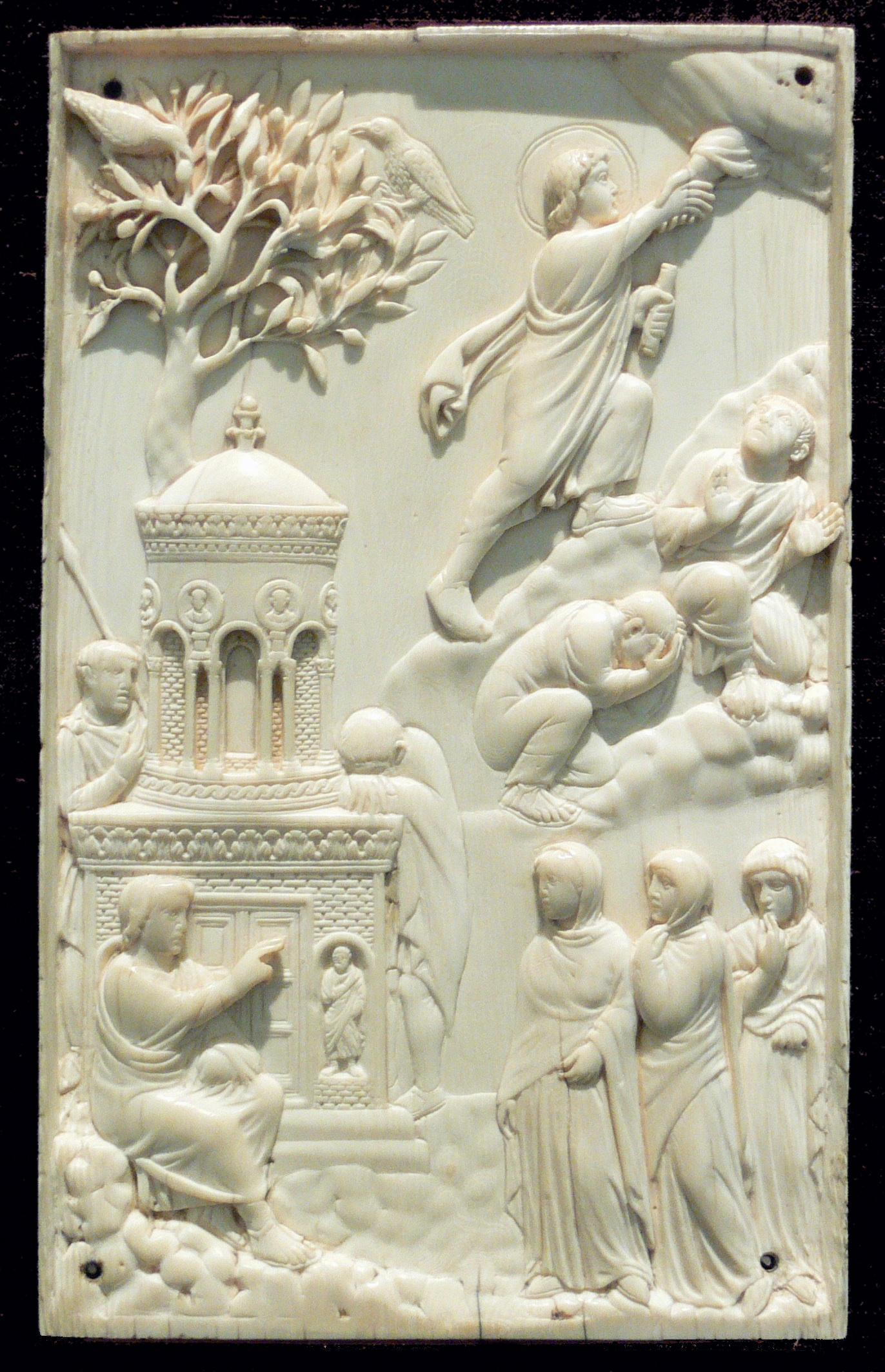
Anônimo: Placa Reider, c. 400
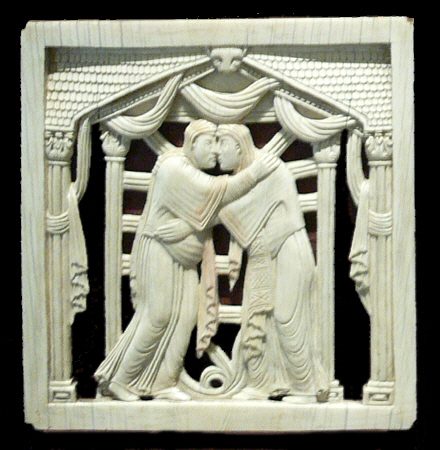
Anônimo: Visitação, século X
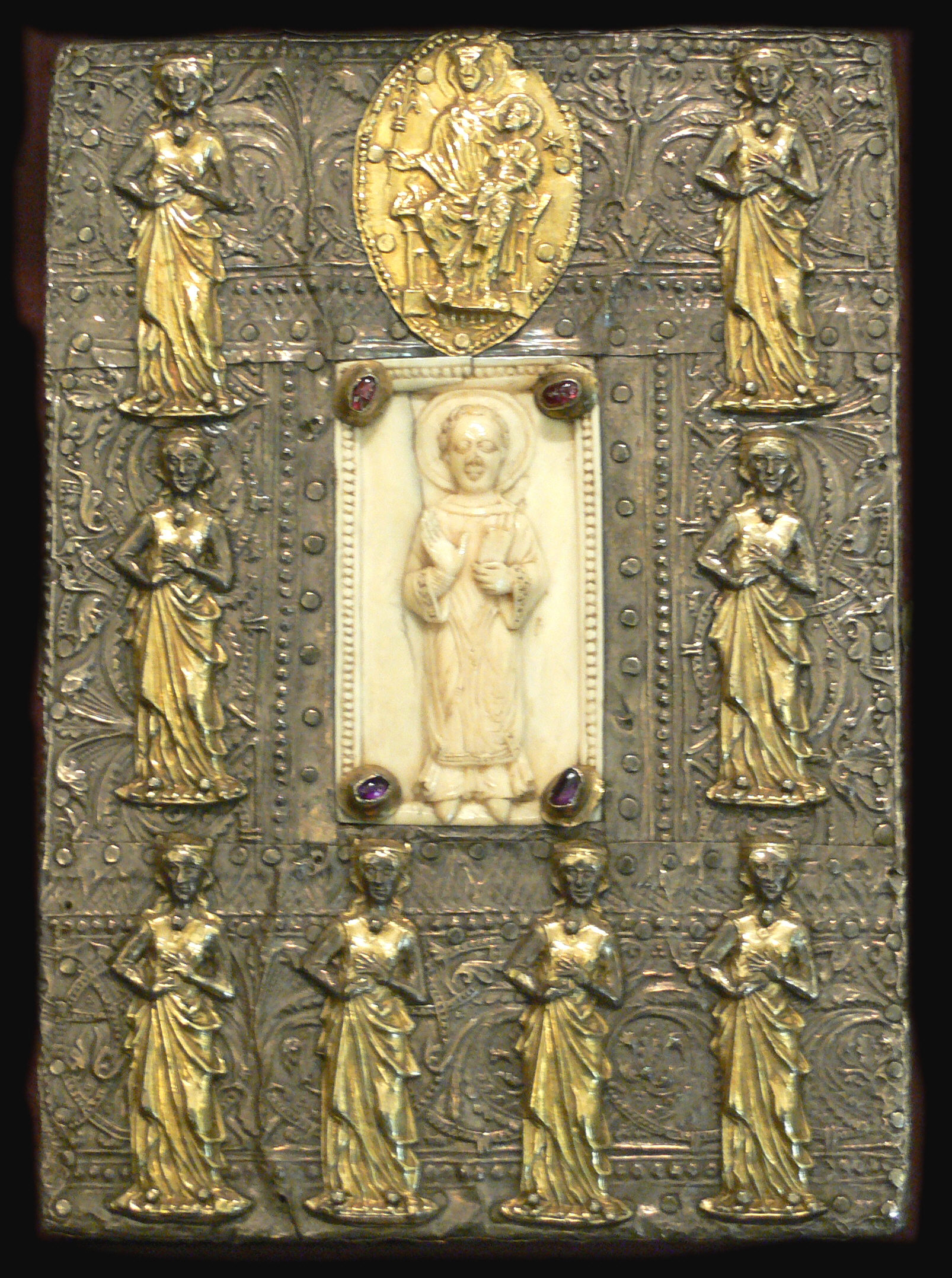
Hymni et cursus de St. Stephano, séculos XII-XIII
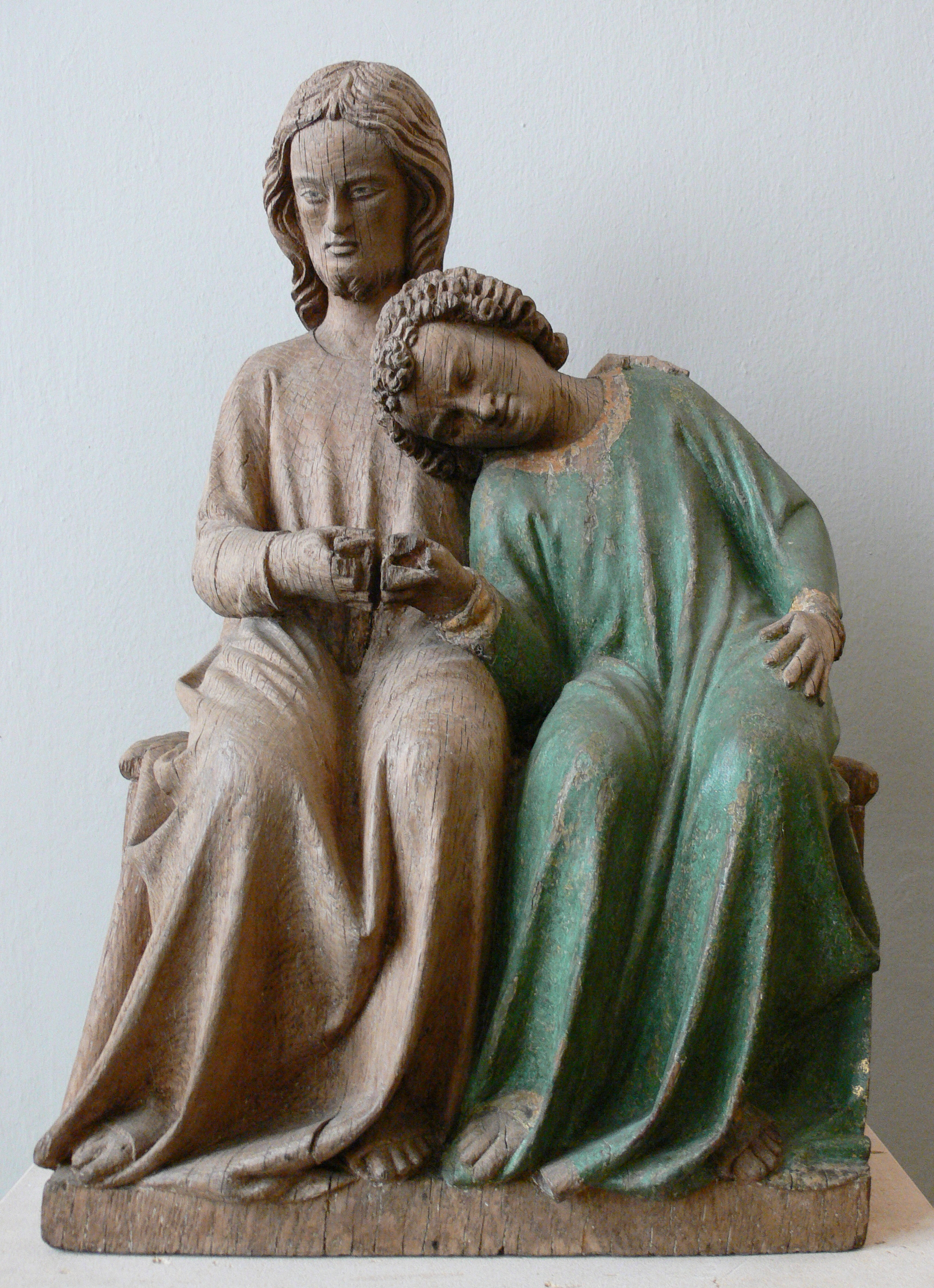
João repousando no regaço de Cristo, século XIV
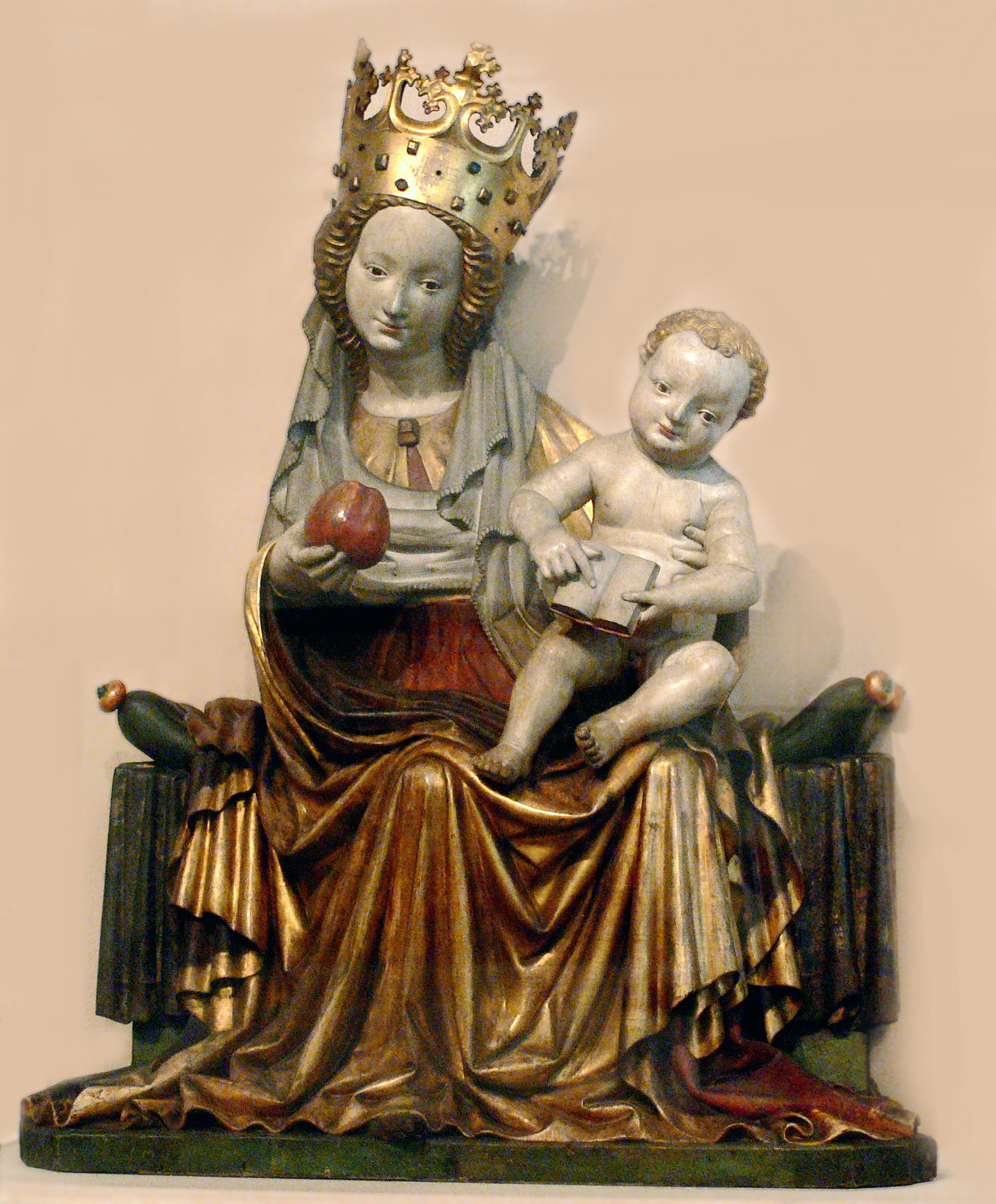
Mestre de Seeon: Madonna, c. 1430
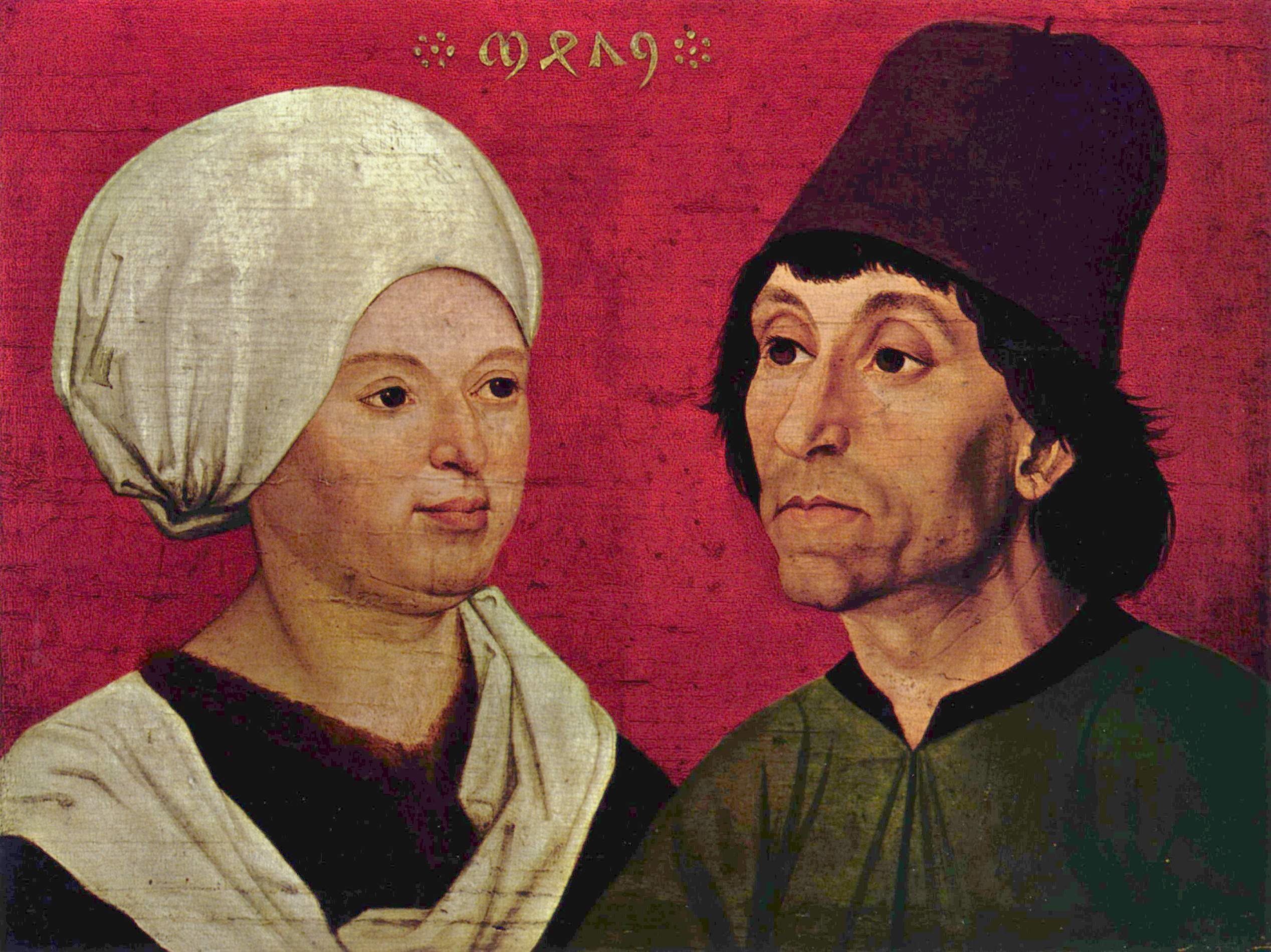
Hans Schüchlin: Casal, 1479
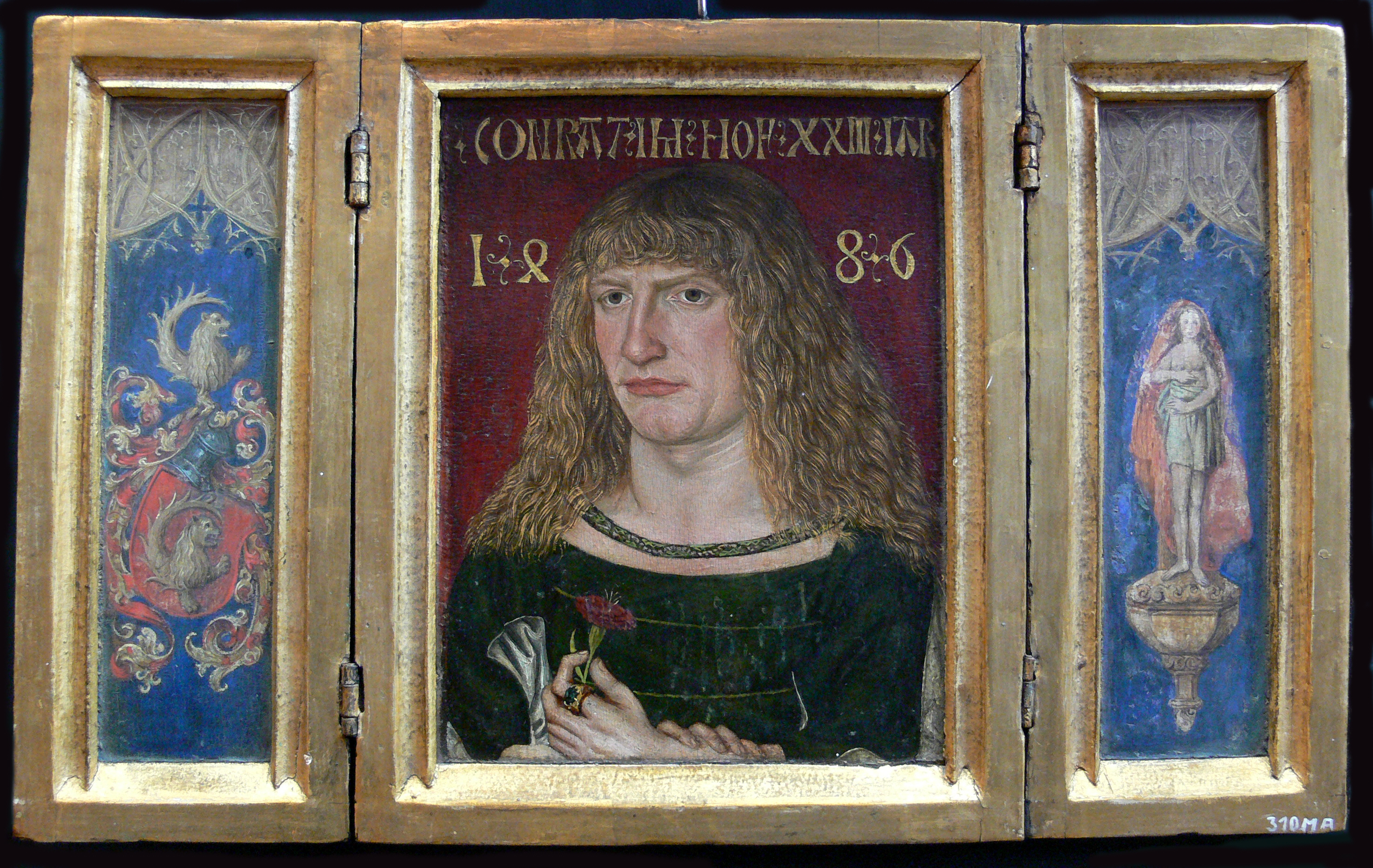
Jakob Elsner: Retrato de Conrat Imhof, 1486
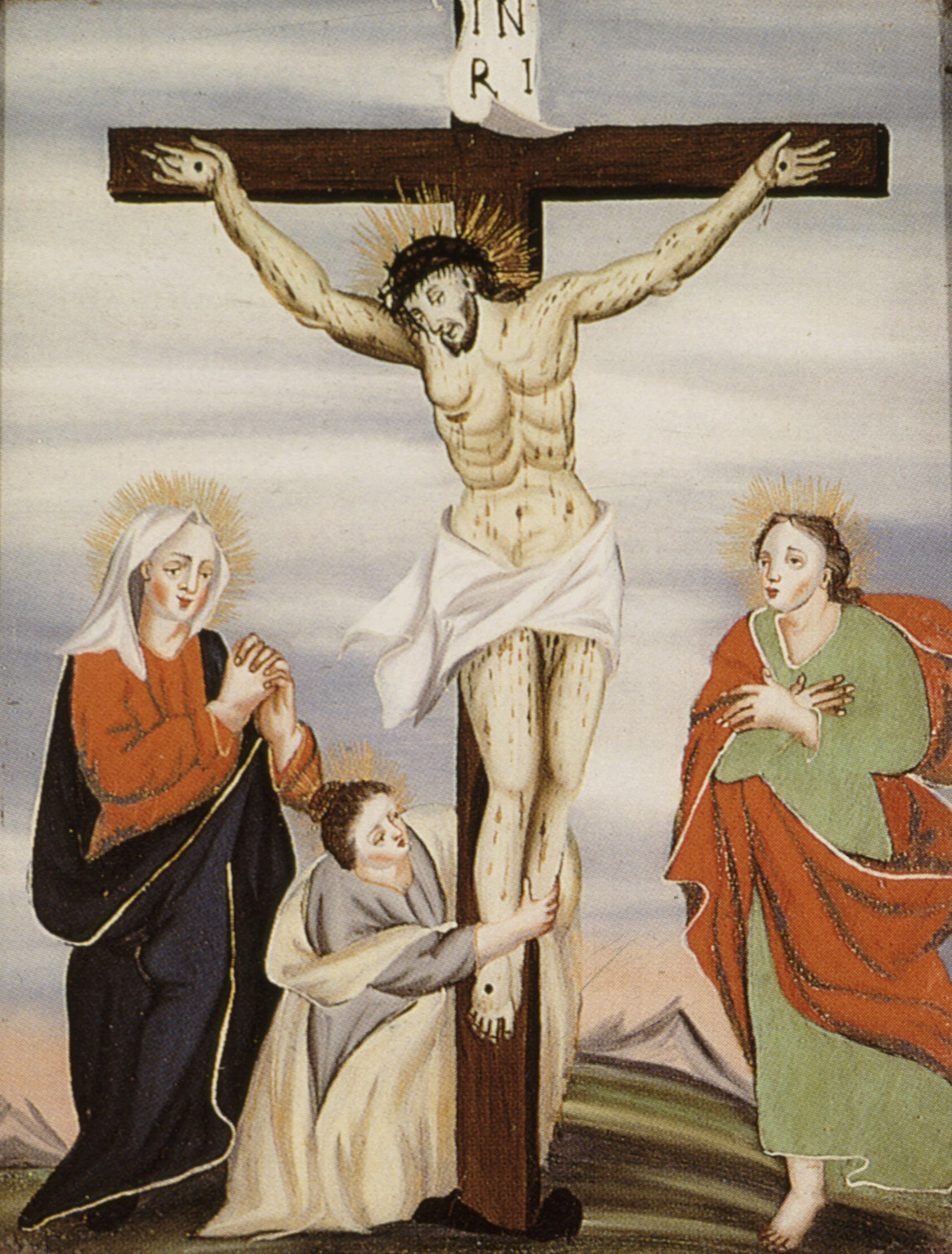
Crucificação, exemplo de arte sacra popular da Coleção Kriss instalada recentemente na ramificação do Museu Nacional no Mosteiro de Asbach
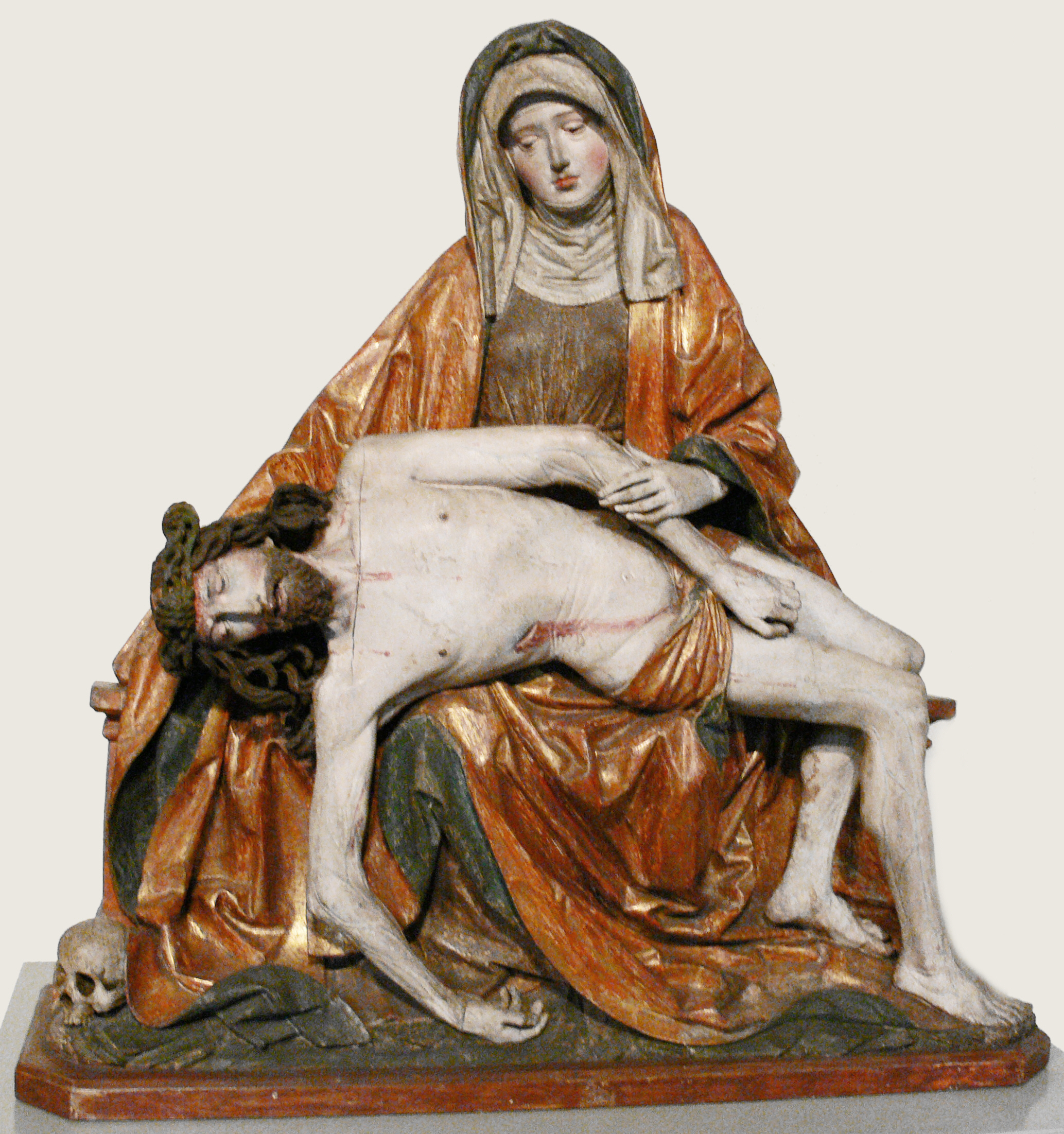
Anônimo: Pietà, 1500
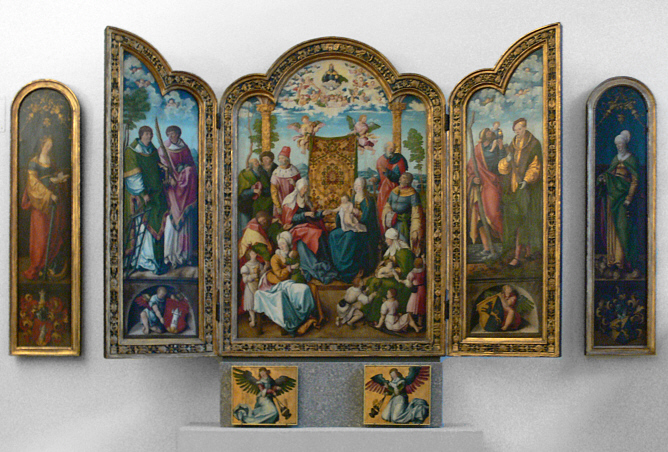
Wolf Traut: Sippenaltar, 1514
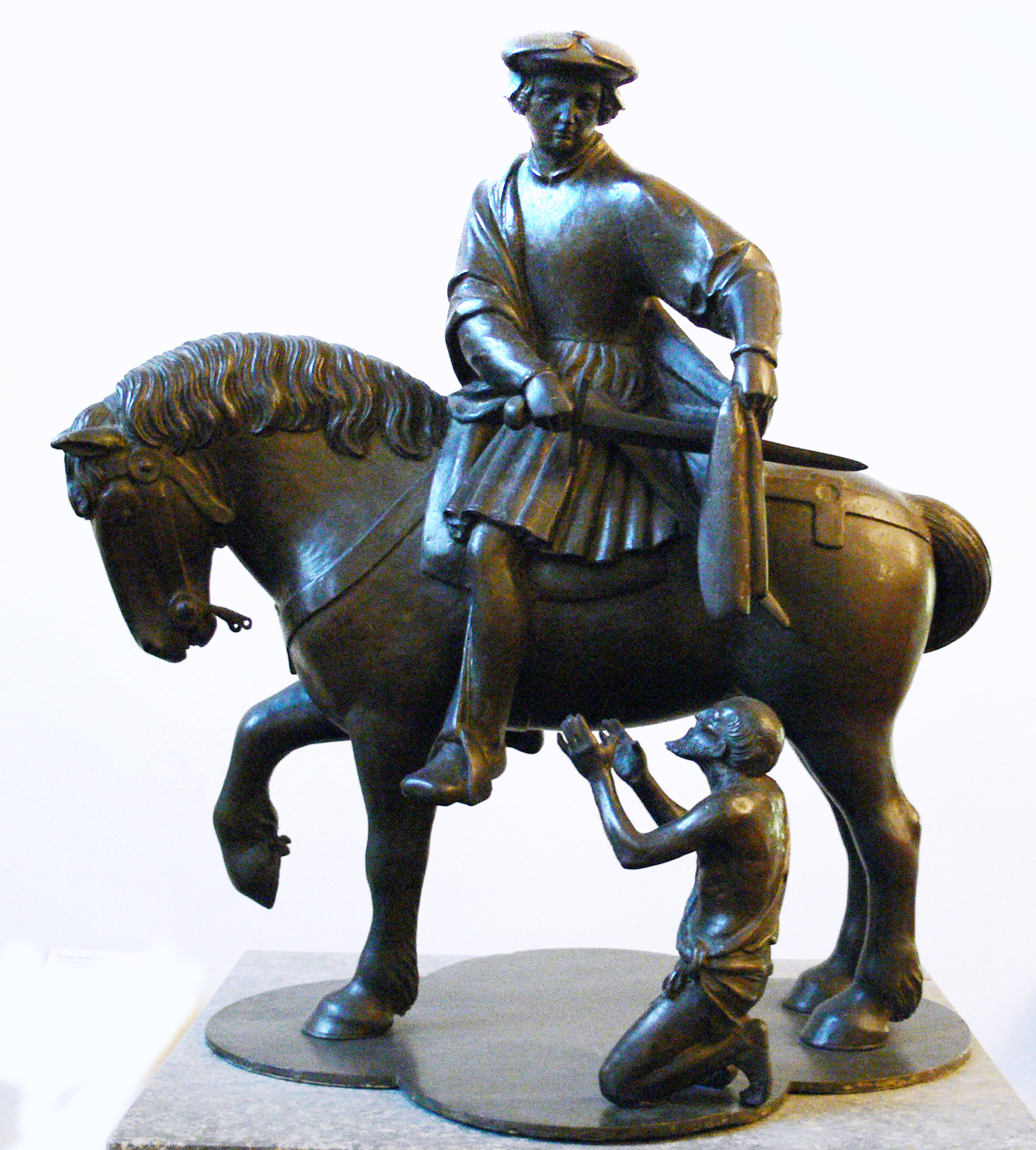
Anônimo: Grupo de São Martinho, c. 1525, fundido por Sebald Hirder, o Velho
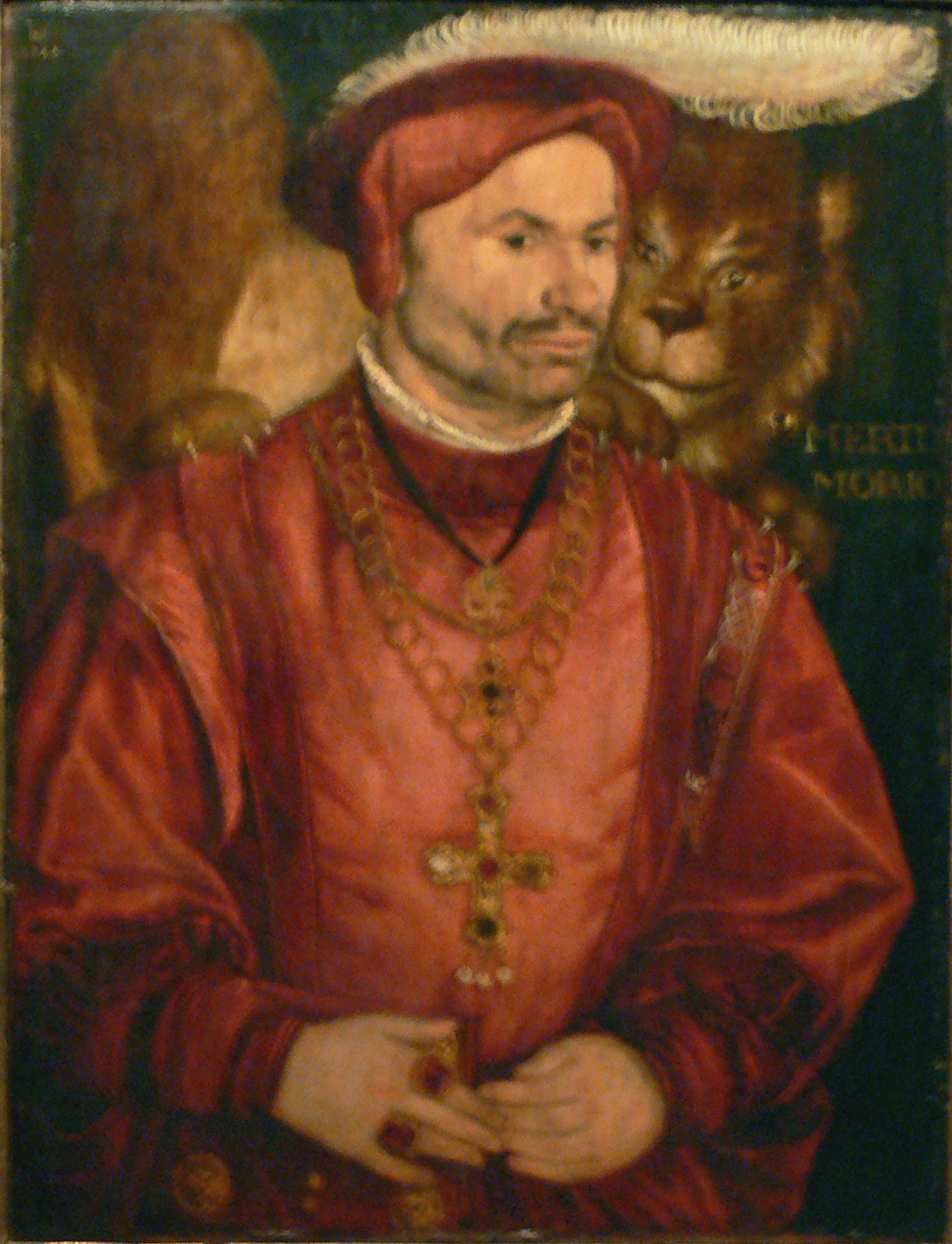
Hans Mielich: O bobo da corte Mertl, 1545